# Cristián de Schleswig-Holstein-Sonderburg-Ærø
Cristián de Schleswig-Holstein-Sonderburg-Ærø (26 de noviembre de 1570-14 de junio de 1633) fue el primer y único duque de Ærø. Como duque titular, no tenía poderes políticos ni de soberanía.
Era el hijo mayor del Duque Juan II (1545-1622) y a la muerte de su padre, heredó la isla de Ærø. Su padre había combinado las pequeñas granjas en la isla en torno a tres señoríos: Gråsten, Søbygård, y Gudsgave. En 1624, creó el señorío de Voderup sobre tierras que hubo adquirido a la iglesia.
Cristián había intentado convertirse en Obispo de Estrasburgo; sin embargo, esto no sucedió. Era protestante y, no obstante, también fue canónigo del capítulo catedralicio de Estrasburo entre 1587 y 1604. El capítulo católico le continuó pagando un salario como sacerdote célibe hasta c. 1619.
Cristián y su ama de llaves Katharina Griebel (1570, Lütjenburg - 1640, Ærø) tenían una hija: Sophie Griebel (n. 1600). Para mantenerla, le regaló dos grandes casas en 1629, una en Ærøskøbing y otra en la isla de Dejrø. También estaba exenta de pagar ningún impuesto. Después de la muerte de Cristián, Katharina contrajo matrimonio con su administrador, Peder Christensen Pilegaard, quien después se asentó en Ærøskøbing como comerciante.
Después de la muerte de Cristián, su herencia fue dividida por sus cuatro hermanos supervivientes:
- Felipe recibió Ærøskøbing y Wuderup.
- Federico recibió Gråsten, que vendió a Felipe en 1636.
- Juan Cristián recibió Gudsgave.
- Joquín Ernesto recibió Søbygård, que fue retenido por la línea de los Duques de Schleswig-Holstein-Sonderburg-Plön hasta su extinción en 1761.

La división de la isla en muchos pequeños territorios resultó en una complicada administración de impuestos y en un activo mercado negro.